# اللغة الدنماركية
اللغة الدنماركية (بالدنماركية: dansk)‏ هي لغة الدنمارك الرسمية وإحدى اللغات الإسكندنافية، اللغة الدنماركية فرع من اللغات الشمالية الجرمانية يتحدثها ما يقارب 6 ملايين نسمة غالبيتهم في الدنمارك كما يتحدثها حوالي 50,000 دنماركي في شليسفيغ هولشتاين في شمال ألمانيا حيث تحتفظ بمكانة رسمية بصفتها لغة أقلية، اللغة الدنماركية تعد كذلك إحدى اللغات الرسمية في الاتحاد الاتحاد الأوروبي.